# Mount of the Holy Cross
Mount of the Holy Cross je jeden z nejvyšších vrcholů severní části pohoří Sawatch Range ve Skalnatých horách. Leží v Eagle County, na západě Colorada
, přibližně 45 km severně od nejvyšší hory Skalnatých hor Mount Elberta. Hora byla pojmenovaná podle výrazného sněhového pole ve tvaru kříže v severovýchodní části svahu.
V minulosti byla hora Mount of the Holy Cross oblíbeným cílem malířů a fotografů.